# ガレージキット
ガレージキットとは、レジンキャストなどで少数生産される組み立て式の模型を指す。「ガレキ」と略されることがある。

## 概要
模型メーカーによって射出成形で大量生産されるプラモデルに対し、レジンキャストやバキュームフォームのような少数生産向きの方法で作られる組み立て模型を「ガレージキット」と呼ぶ。個人やグループ、小規模なメーカーなどで作られる場合が多い。大量生産を前提としないため、プラモデルでは採算性や成型技術上の制約で作ることが難しいマイナーなアイテムもモデル化することが出来るが、価格は一般のプラモデルに比べれば高くなる。また組み立てにはある程度の模型製作技術を必要とする場合がある。
モデル化される対象はプラモデル以上に様々であるが、大きくキャラクターモデル系とスケールモデル系に分けられる。キャラクターモデル系の主な対象はアニメに登場する少女を中心とした各種フィギュア、怪獣・怪人、特撮映画やTVに登場する兵器や宇宙船などのメカ、アニメに登場するロボット、恐竜や現生の動物などであるが、その他にも原型製作者の個性に基づく多くのオリジナルの造形物が存在する。スケールモデル系の対象はプラモデルとほぼ同じで、航空機、軍用車両、艦船、自動車、ミリタリーフィギュア、鉄道車両などであるが、既存のプラモデルや模型のないマイナーなアイテムが選ばれる場合が多い。
通常、元となる模型（原型）を製作後、分割してシリコーンゴムなどで型取りし複製を作るため、製品は原型の忠実なコピーとなる場合が多い。また少量生産のため製作者の個性を生かした造形が可能なので、原型を製作した人を「原型製作者」・「原型師」・「マスターモデラー」などと呼び、キットのパッケージなどに明示することが多い。
ガレージキットには、それのみで模型が完成する「フルキット」以外に、既存キットの形状を修正したり、別のタイプに改造するための「改造パーツ（コンバージョンキット）」や、より詳細なディーテールを加えるため「ディテールアップパーツ」などが存在する。キャラクター系のプラモデルでは、組み立てや製作時の安全面、金型の制約などからパーツ割りや造型で省略する部分が存在したり、設定に基づいて作られたプラモデルでは実際の作画と大きくイメージが異なる場合などがあり、それらを改善するための部品セットもある。また、近年のガンプラでは内部フレームが独立して作りこまれていることが多いため、内部フレームのみを流用して新たな外装パーツを組み込み、別のタイプを作成するためのキットも作られている。また、スケールモデル系でも、材質上成形するのが困難な部品については、既存のプラモデルなどからの流用を前提としている製品もある。

### 名称について
名称の由来について、欧米において自宅の裏庭などで専門業者顔負けの技術を用いて色々な物を作るバックヤードビルダーの作業場所が主に車庫（ガレージ）であった事、1960年代末にアメリカで流行したガレージロックであるという説が有るが、“ガレージキット”の語自体は日本で使われ始めた言葉であり、和製英語の一種である（ただし、英語としても通じる）。
特撮リボルテックを販売するケンエレファントは、初期のガレージキットの普及に大きな寄与をした雑誌『宇宙船』の編集者、聖咲奇が名付け親だとしている。ストリームベースの小田雅弘は大阪ホビーランドの店主川端泰三が名付け親だとしている。

### 狭義のガレージキット
日本におけるガレージキットは、趣味で作成した模型を自ら複製したものが原点であったため、個人や模型サークルなどの団体、きわめて小規模なメーカーによって、個人的に、または同じ趣味を有する人へ頒布・販売する目的で少量生産する模型キット、即ち同人誌の模型版とでも言うべきものを「狭義のガレージキット」とし、大規模なメーカーが生産・販売するものは生産手法を問わず含めない、とする考え方がある。
メーカー製のキットについては、生産手法に基づいて「レジンキャストキット」、「バキュームフォームキット」などと呼び分ける場合がある。一般向けの販売を目的としていない非商業的なものも、ガレージキットの範疇に含まれる。ただし、この分類では実質的に同じものでも生産者によって区別することになり、さらに近年では製作技法の進展と造形素材の入手し易さなどから個人においても生産数が増えてきており、企業さながらに工場に量産を依頼する個人も現れるなど、定義は曖昧なものとなっている。
また、日本の初期のガレージキットの殆どはキャラクターモデル系だったため、キャラクターモデル系の少数生産キットのみを「狭義のガレージキット」とする考えもある。特に欧米では、ガレージキットの名称で日本製のキャラクターモデル系キットが輸入される以前から、スケールモデル系の少数生産キットは作られていたため、こちらの定義の方が一般的である。
3Dプリンタが一般にも普及されていくにつれて、3DCADで設計して3Dプリンタで出力するラピッドプロトタイピングを導入する事例も増えつつある。

## 歴史・沿革
1960年代から1970年代にかけて、欧米においては大量生産では採算の取れないマイナーな物をバキュームフォームキットとして生産・販売するメーカーが存在した。高額な金型が必要となる射出成型と比較し、家庭用の掃除機でも製作が可能なバキュームフォームは少数生産に向いた製法であった。また、ペーパークラフトをプラスチック板に転写したものも一般的であった。模型市場が拡大してくると、大手模型メーカーによって生産・販売される製品に対して不満を感じはじめた愛好者により、個人で製作したガレージキットが生産されるようになってきた。
日本においては、射出成型技術がある程度普及・成熟してからプラモデルが登場したため、中小の模型メーカー製品であっても射出成型キットが一般的であった。日本におけるガレージキットは「キャラクターモデル」に端を発している。1970年代以前では、玩具メーカーによって子供向けに作られる「おもちゃ」しかキャラクター造形物が無かった。後年になり当時の映像作品を見て成長した世代の一部の愛好者・モデラーが、劇中のイメージを忠実に再現したいわゆる鑑賞に耐える模型を欲するようになったものの、市販品がない、という理想と現実の乖離を埋めようとして自主製作を始めた。当初は素材や製作ノウハウもなく、製作方法もバキュームフォームなど一部の方法に限られていたため、製品も大まかな形だけを成型したものが多く、精密さや再現度は組み立てるモデラーの技術に大きく依存していた。また細かな部品は「メタルキャスト」といった技術が使われており、異なる素材の接着など完成させるにはかなりの技術を要した。
1971年頃には、塩ビ板を加工してスロットカー用のクリヤーボディを個人レベルで自作し、専門店を介して委託販売するケースが見られた。
「ホビージャパン」誌1979年8月号において歯科用レジンを用いて製作された、FFG製1/35スケールの「ロビー・ザ・ロボット」が発表されたのが、日本における個人製作ガレージキットの走りとされる。
1970年代末、土筆レジンクラフト研究所の「レジン」やニッシリの「プラキャスト」などの、二液混合型の無発泡ウレタン樹脂が一般向けに発売され、これらを用いて油粘土やシリコーンゴムを使って型取りした既成の部品や絶版の模型キットなどを複製する事が一部のモデラーにより行われるようになった。その方法や技術が徐々に模型誌上で紹介され始め、この技術の延長として、既成の模型キットや満足の行く造形物が存在しないアイテム、特にSF作品などに登場するキャラクターやメカニックのアイテムを全自作 (スクラッチビルド) した者達が、同じような立体物を欲している人たちのために、自分たちの作ったモデルを複製して頒布するようになった。日本SF大会などのイベントにおいて、ディーラーズルームの片隅で同人誌などと並んで売られはじめた。
無発泡ウレタン樹脂は接着が難しいなどの難点はあったものの、表面のディテールや細かなモールドも再現可能であったため、完全な自作の原型を無発泡ウレタン樹脂で複製したガレージキットが登場するにいたった。
こうした動きの中で1980年代初頭には大阪の海洋堂やボークスなどの模型店が、怪獣や特撮メカニックの無発泡ウレタン樹脂製キットを自社商品として販売しはじめた。時期を同じくして大阪でゼネラルプロダクツ (現ガイナックス) が創業し、独自に製作したTシャツやマグカップなどのSF関連商品とともにレジンキャストやバキュームフォーム、ホワイトメタル製のガレージキットを数多く販売しはじめた。
こうして、限られた同好の士のためだけに分け与えるアマチュアの行為という形で誕生したガレージキットは次第に本来の意味を飛び出し、模型店や中小模型メーカーによって、大手模型メーカーの出さない市場性が低いとされるアイテムを自社商品として流通させる商業量産品としての性格も併せ持つようになって行く。さらにその流れと歩調を合わせるように、かつては扱いにくく、満足な複製品を作るのが難しかった素材もメーカーの努力により技術開発が急速に進化して行き、成型技術の発達とあいまってキット製作者は原型のままに近い質の高い成型品が提供できるようになって行った。
1985年には、ゼネラルプロダクツによってガレージキットの頒布会として「ワンダーフェスティバル」 (ワンフェス) が開催されるようになり、愛好者の間で自作ガレージキットの取引が盛んに行われるようになった。
その後は市場も拡大し、少量多品種のガレージキットを専門に製造するメーカーも登場した。また、大手模型メーカーが大量生産・大量販売をするほどの市場性がないと判断した場合に、ガレージキットと同様の生産手法で生産される事も始まった。従って、なにをもってガレージキットと呼ぶのかという定義はかなり曖昧なものとなりつつある。

## 種類

### バキュームフォームキット
「バキュームフォーム（真空成形）」で生産されるキット。底面に空気抜きの穴を設けた台座の上に原型を置き、熱したプラスチック板を被せて下方から吸引し、大気圧で原型に押し付けて成形する。細かい凹凸やシャープなエッジの再現は難しく、流線型のような滑らかな曲面の表現に向いている。雄型を使う場合を雄型成形(ドレープフォーミング)、雌型を使う場合を雌型成形(ストレートフォーミング)という。雄型、雌型のどちらでも可能であるが、雄型とした場合は板の厚さ分成形品が原型より大きくなり、成形品の表面に詳細なモールドを入れることも出来ない。雌型の場合には型に吸引用の孔をあける必要がある。雄型の場合にも細部の再現には減圧用の孔が必要になる。製品はもなかのように中空の貼り合わせになるため軽く、比較的大型のキットを製造することができるが、強度が低いため補強を行う必要がある。組み立て時には切り代を残して切り抜き、薄いプラ板を挟んで接着してからやすりで接合箇所を整形する。吸引は家庭用の掃除機でも可能であり、家庭用の小型バキュームフォーマーも市販されている。熱したプラスチック板を押し付けて成形するため原型は木で作られることが多く、雌型成形の場合は耐熱性の樹脂に反転して使用する。逆テーパー(オーバーハング)となる成形はできず、原型は底面に向けて面積が大きくなるように分割される。生産に手間がかかり細密な再現は難しいが、原型の破損は少なくある程度の量産が可能。
欧米では1960年代からプラモデルと同じポリスチレンの板を真空成形した航空機のキットが作られている。近年の製品は繊細な表面モールドが可能な雌型成形が主流であり、組み立ての精度も高いものが多い。塗装や接着も通常のプラモデルとほぼ同じに行うことが出来る。プロペラや脚柱、タイヤなどは真空成形するのが難しいため、ホワイトメタルやレジンキャスト、簡易インジェクションなどのパーツがセットされている場合もある。また、既存キットのディテールアップ用に、透明な板を真空成形した風防パーツも販売されている。日本でも1980年代初めには宇宙船などのキットが作られており、レジンキャストが一般化する前には、絶版プラモデルをバキュームフォームで複製した例もある。ラジコンカー用のポリカーボネート製クリアボディもバキュームフォームで作られている。

### レジンキャストキット
無発泡ウレタン樹脂などをシリコーン型に注型（レジンキャスト）し生産されるキット。キャストキットと略されることもあるが、「キャスト」とは本来メタルキャストなども含む流し込み成形（注型・鋳造）を指す言葉であり、正確ではない。金属・プラスチック・粘土・パテなど各種素材で製作した原型をシリコーンゴムで型取りし、主に無発泡ウレタン樹脂や不飽和ポリエステル樹脂などの二液混合型樹脂を注型し硬化させることで複製を作成する。化学反応（重合）により硬化するため、硬化には時間がかかる。金型と違ってシリコーンゴム型には柔軟性があるため、一組の型で型抜き方向以外への凹凸をもつ複雑な形状をも複製することが可能である。射出成形に較べて初期費用は格段に少ないが、シリコーンゴム製の型は注型する樹脂によって少しずつ侵されるため消耗が早く、一つの型から得られる忠実な複製は数個から数10個程度である。原型が破損しない限り新たに型を作る事が出来るため量産は可能だが、一個あたりの生産費は高めである。注型用樹脂は硬化に伴って発泡するものが多く、また複雑な型に樹脂が十分に行き渡るようにするのが難しく相応の技術を必要とするため、真空脱泡機などを使わないと成形品に欠損が生じたりして歩留まりが悪くなってしまう。またシリコーンゴムの使用量が生産費と直結するため、細かく分割し部品点数を増やすと値段が倍増する。また柔らかいシリコーンゴムは歪みやすく、精度を保つためにもノウハウがある。かつては業務用以外では、無発泡ウレタン樹脂やシリコーンゴムの入手は困難であったが、後にガレージキット販売店を中心に個人でも入手が容易となった。また、ガレージキット用キャスティング作業専門の業者も数多く存在する。
レジンキャストキットはガレージキットの最も一般的な形態であり、材料となるシリコーンゴムと注型用樹脂が入手可能となった1980年代以降、多くの製品が作られている。原型の忠実な複製が可能で、シャープなエッジも複雑な生物的表現も可能であるため、キャラクターモデル系とスケールモデル系のどちらにも対応している。塗装や接着も比較的容易である。スケールモデル系のフルキットを生産するメーカーも多いが、近年中国や旧共産圏のメーカーがそれまでレジンキャストキットしかなかったマイナーな戦車や航空機をインジェクションで製品化するケースが増加し、その影響を受けることも少なくない。

### メタルキャストキット
ホワイトメタルと呼ばれる、錫や鉛、アンチモン、ビスマスを主体とした低融点の合金を、耐熱性シリコーンゴム型などに注型（鋳造）して生産されるキット。硬化時間が短く、レジンキャストとは違い、鋳込みに失敗した材料を再利用できる。発泡は少なく、複雑な形状でも、単純な遠心成形で欠損のない成形品が得られ易い。レジンキャストと同様、ゴム型は熱により消耗し大量生産には向かない。金属を材料としているため、接着と塗装は多少難しい。金属の鋳造法には石膏型を用いるロストワックスや、金型を用いるダイカストなどもある。ロストワックスはホワイトメタルより強度の高い真鍮などによる精密鋳造が可能で、強度と精密さが必要な部品などに使用される。ダイカストは大量生産に向いた方法であり、ミニカーなどの玩具に用いられることが多い。
欧米では古い時代から、いわゆる「鉛の兵隊」としてホワイトメタル製の兵隊人形が作られていた。また、ウォーゲームのコマとして各種フィギュアのほか、1/1200ないし1/1250の艦船や1/285の軍用車両等の小型の模型が作られていた。より大型のホワイトメタル製フルモデルとして、1/43の自動車や1/76の軍用車両、1/700の艦船などのキットも作られている。ファンタジー系のゲーム用にドラゴンやロボット、宇宙船なども作られている。連結式のキャタピラなどのディテールアップ用パーツもある。メタルフィギュアは個人や家内工業的な小メーカーで作られるケースも多く、文字通りガレージで生産することが可能で、ガレージキットのルーツの一つと言える。日本ではダイカスト製の玩具は作られていたが、ホワイトメタル製のフィギュアなどはほとんど作られていなかったため、ホワイトメタル製のガレージキットも多くはない。ガレージキット黎明期にゼネラルプロダクツなどからキットが発売されていた後は、ツクダホビーから一時期出ていた『スター・ウォーズ』関連などのキットや、トキホビーなどの1/144航空機、ピットロードなどの1/700キットやパーツなどが主なものである。ただし、鉄道模型や船舶模型の分野では、ホワイトメタルや、ロストワックスによるアクセサリーパーツなどが、ガレージキットという言葉が生まれる以前から日本でも盛んに作られている。

### ソフトビニールキット
ソフトビニールキットは、スラッシュ成型と呼ばれる方法で作られ、液状の塩化ビニルモノマーを金型に流し込んで加熱し重合して得られる、中空の軟質樹脂（ソフトビニール＝ポリ塩化ビニル）製部品で構成される。ソフトビニールは中空の成形品を熱で柔らかいうちに脱型するため、型を分割しなくても型の入り口より大きくある程度逆勾配をもつ部品を成形できる。金型であるため大量生産にも向くが、成形には専門の技術者が必要。中空で成形されるので大型の商品に向いている。逆に薄いものや細いものは成形が難しい。脱型の際に一度変形することもあり幾何学形状などを正確に複製するには工夫がいる。また逆勾配でも成形できるといっても抜ける大きさや角度には限度があるため、原型製作および部品分割時にはそれを考慮する必要がある。素材の特質から通常のプラモデル用塗料の定着が悪く、年月の経過と共に素材から揮発する溶剤分で塗膜が溶出する。高い温度の環境に置くと変形し、直射日光の紫外線で変質するなど、経年変形が大きい。塩化ビニルの変質による健康への影響も懸念される。
ソフトビニールは1950年代以降人形などの玩具に広く使用されている。特に1960年代後半の第一次怪獣ブーム時にマルサン商店の発売したソフトビニール製の怪獣人形は大ヒットを記録した。しかしこれらの初期のソフビ怪獣は実際に画面で見た印象とかけ離れた造形のものが多かったため、ガレージキット黎明期にはソフトビニールはレジンキャスト製のリアルなガレージキットと対極の位置にあるものと考えられていた。その考えを180度改めさせたのがビリケン商会が1983年に発売したメタルーナ・ミュータントである。従来のソフビ人形とほぼ同じ手法で作られ、一部の勘着部が動くギミックまで持っていたのにも関わらず、ハママヤオの造形によるリアルなプロポーションと、詳細なモールドは、従来のソフビ人形とは完全に一線を画すものだった。また価格も先行して発売されたレジンキャスト版の1/3と非常に低く設定されていた。この製品はガレージキットファンからの高い評価を受け、以後ビリケン商会はハママヤオ原型によるソフトビニールキットを次々と発売した。程なくツクダホビーが追随し、その後海洋堂などの他のガレージキットメーカーもソフトビニールキットを手がけるようになった。また、初期のキットの多くがムービーモンスターを題材にしていたこともあり、アメリカに輸出されたビリケン商会製のキットは高い人気を得、アメリカでもホライゾン等の幾つかのメーカーがソフトビニールキットを手がけるようになった。

### 簡易インジェクションキット
簡易インジェクションキットは、通常の射出成形で使用される金型の代わりに、樹脂または軽合金等の簡易金型を使用し、ポリスチレンを低圧で射出して作られる。樹脂型は、原型師の作成した原型を金属粉などを混入することにより耐熱性と強度を高めた樹脂で直接型取りして作られる。表面のモールド等は原型に施されたものがそのまま反映されるが、型取りの際に形状にゆがみが生じる場合もある。型の寿命も短い。簡易金型は、電鋳技術を用いて原型を型取りして作られる。表面のモールド等がそのまま反映される点は樹脂型と同じであるが、型取り時の変形は少なく、型の寿命も樹脂型より長い。反面、製造コストも高くなる。成形品には組み立て用のガイド等は設けられていない場合が多いが、材質はプラモデルと同じであるので、ほぼ同じ手順で組み立て、塗装を行うことが出来る。ただし、樹脂型では透明度の高い部品の成形や、細かいディールの再現が難しいため、航空機のキャノピー用に透明な塩ビ板やプラスチック板をバキュームフォーム成形した物が入っていたり、ディテールアップ用にレジンキャストやエッチング製の部品が入っている場合もある。
簡易インジェクションキットは、1980年代にアメリカやイギリスなどで樹脂型による航空機のキットが作られ始めた。プラモデル化されていない機体のフルキット以外に、既存キットを他のタイプに改造するためのキットも発売された。一部のキットにはプロペラや脚柱用にホワイトメタル製の部品がセットされていた。これらの初期のキットは、形状、細部の表現ともに大まかに作られており、ビニール袋または簡素なパッケージに入れて販売されていた。1990年代に入ると、チェコのMPMを始めとする旧ソビエト、東欧圏のメーカーが活動を開始する。これらの新しいメーカーの製品の多くは、表面に繊細なモールドが施され、樹脂型特有の組みにくさはあるものの、外形もほぼ正確に作られていた。また、パッケージなども通常のインジェクションキットと同等のものが使用されていた。さらに、1990年代後半以降に導入された軽合金型を使用した製品は、通常のインジェクションキットと遜色の無いものとなっている。日本ではインジェクションキット志向が強かったため、簡易インジェクションキットは少なく、スケールモデルではグリフォンが1990年前後に発売したSu-22がほぼ唯一の例である。キャラクターモデルでは1990年代半ばにバンダイが発売したLM（リミテッドモデル）シリーズが原型を直接型取りした簡易金型を使用していたほか、ガレージキットメーカーがプラモデルに参入する際に同様の簡易金型を使用することもあった。またツクダホビーが1980年代半ばに発売していたジャンボフィギュアは、商品の形態は簡易インジェクションキットに近いが、材質にポリスチレンではなくポリ塩化ビニルの一種を使用していた。

### インジェクションキット
射出成形による通常のプラモデルであり、本来ガレージキットに含まれる性質のものではないが、開発の経緯がガレージキットに類似する、インジェクションガレージキットと呼ぶべきものも存在する。特に日本では金型の製造コストが比較的低かったこともあって例が多い。その代表的なものがマニアホビーが1970年頃に製作した1/72スケールの九七式戦闘機である。当時陸軍の一式戦闘機から五式戦闘機までは1/72のプラモデルが存在し、海軍機では九六式艦上戦闘機までモデル化されていたのに対し、日中戦争で活躍した九七式戦闘機は1/72のキットが存在しなかった。そこで、メーカーが作らないのであれば自分たちで作ろうと言う、ガレージキット的発想で模型マニア数名が立ち上げたのがマニアホビーである。作られたキットは当時の最新の考証を取り入れた上質のインジェクションキットで、表面にヒケを生じさせないためにあえて位置決め用のピンを設けないなど、マニアならでの工夫も取り入れられていた。さらに、初版の製品は一般の模型店のルートを通さず通信販売のみとし、ダンボール製の質素な箱に入れて販売すると言う、ガレージキット的方法がとられた。このキットは模型ファンの人気を呼びマニアホビーはその後模型メーカーとしての道を進むことになる。九七式戦闘機も再発売分からは通常のパッケージに入れられ、模型店ルートで販売された。マニアホビーは10年足らずの間に10点ほどのキットを発売した後解散し、プラモデルの金型はハセガワに売却された。このような、メーカーの作らないキットを自分で作ると言う発想で作られたキットには、他にも模型店のホビースポットUが開発したX-1やXF5U、モーブのP-40、スウィートのマッキ MC.200などがある。キャラクター系でも、実現はしなかったものの、ハセガワがマクロスのモデル化を行う以前に、個人レベルでCADを利用してVF-1 バルキリーのインジェクションキットを作る計画があった。
別のタイプとしては絶版キットの復刻がある。1980年代、日本ではマルサン製の怪獣キット、アメリカではオーロラ製のモンスターキットのレジンキャスト製の複製が作られ、一部が流通していたが、1990年代末にアメリカのポーラーライツはインジェクションキットでそれを行った。ポーラーライツは金型の現存する旧オーロラ製キットの再生産も行っているが、金型の現存しないものについては、オリジナルのキットを電鋳等で型取りして新たに簡易金型を作成し、販売を行った。これはマニアの行為とほぼ同じであるが、インジェクションキットのため安価な点と、版権所有者の正規の許諾を受けていた点が異なっている。ポーラーライツの活動が低調になった後、アメリカのメビウスも同様に旧オーロラ製キットの復刻を行っている。
既存キットの改造やディテールアップ用のパーツにはインジェクション成形されたものも多い。その代表的な例が1980年代半ばにモデルカステンが初めて発売した連結式キャタピラである。当時の1/35クラスの戦車のキャタピラは軟質樹脂のベルト状のものが普通で、形状的に正確なものは少なかった。そのため、一部のモデラーは予備キャタピラのインジェクション部品を集めてキャタピラを再現しており、それをヒントに本製品は開発された。キャタピラ1枚ずつの連結式と言う構成は、金型を小さくし製作コストを下げる意味合いもあった。発売当初は知名度も低く、戦車本体よりはるかに高価なキャタピラのみのキットというこれまでになかった商品はなかなか理解されなかったが、グンゼ産業（現・GSIクレオス）の発売したこれもガレージキット的な意味合いの強かった、マルチマテリアルキットの「ハイテックシリーズ」に同梱されて以降、知名度も上がり、次第に普及していった。現在では連結式キャタピラのみならず、ファインモールドのナノ・ドレッドシリーズなどインジェクション成形のディテールアップ用パーツは大小の多くのメーカーから発売されている。
また、近年の3D-CAD/CAM の低価格化により、イベントのアマチュアディーラーの中にも、架空機の1/144キットを販売している青空モデルのように、少数ではあるが自ら製作したオリジナルのインジェクションキットやパーツを供給する者がいる。

### エッチングキット
エッチングは、金属板を腐食性の液体で溶かし、板厚を薄くしたり穴をあけたりする金属加工である。元々は印刷の版を作成したりプリント基板やブラウン管のシャドーマスクを製造する技術だった。材料は、真鍮・洋銀 （洋白）・燐青銅などが用いられる。腐食させたくない部分に塗料を塗ったり、レーザープリンタやコピーのトナーをアイロンによる転写などの方法で自作も可能であるが、ある程度の量産をする場合や精度の要求によっては、写真技術を応用し、感光剤でマスキングする。金属板上に精緻な模様をつけたり、薄い金属板の場合には細かな抜き加工をすることも可能である。製品は薄板状のため、厚みのあるもの、面積（体積）の大きいものには向かない。生産費も高く、設備・技術にも専門性を求められる。製版フィルムが残っていれば製版は何度も繰り返すことができる。
エッチングのみで一つの完成品となるキットはエアロベースの一連の作品など極僅かであり、ディテールアップ用のエッチングパーツとして使われるケースが殆どである。1/700や1/350スケールの艦船モデルに使用したときの効果は大きいが、カタパルトのように立体的に組み立てる必要のある部材の加工には、非常に繊細な作業が要求される。

### 光硬化樹脂キット
3D プリンターを用い、光硬化樹脂を硬化させて成形する。原型を作ったり、型取りをすることなく、3次元データさえあれば作成でき、型で成形する時は分割する必要のあるものでも一体で成形できるなどの特徴があるが、精度とコストの面であまり一般的ではない。CADで設計を行った場合も、プリンター出力したものに修正を加えて原型とし、レジンキャストで複製する方が一般的である。近年ではオンデマンドで3Dデータを主力するサービスが普及しつつある。

### NC 加工キット
レーザーカッター・フライス盤・ワイヤーカッターなどのNC工作機械によって製造された製品。生産費は安いものではないが、安定して一定精度の部品を生産できる。機能部品などに用いられる。原型製作をNC加工で行うこともあるが、ガレージキットがもともと設備投資を抑えて作られてきた経緯からしても一般的ではない。データが残っていればいくらでも生産が可能だが、少数生産向きである。
1996年12月にローランド ディー. ジー.から3DプロッタMODELA model MDX-3が発売され、1997年に3DスキャナーのPICZA(ピクザ)model PIX-3が発売されたことにより、数値制御工作機械での加工、3Dデータの座標入力の敷居が大幅に下がった事で一部の愛好家の間で原型の製作に用いられ、モデルグラフィックスやモデル・カーズの誌面でも取り上げられた。
各パーツを毎回工作機械で削りだして製作するキットは、美術工芸品としての精密縮尺の装飾銃やライブスチームなどの限られた分野のメーカーによる製品がほとんどであるが、戦車や戦艦の砲身のディテールアップに用いられる真鍮挽物部品は、NC加工で作られている場合もある。また、近年はレーザーカッターで紙や薄い木板を加工した製品も作られている。これらはエッチングパーツとほぼ同等の加工が可能であり、エッチングパーツより遥かに厚くても切り抜くことが出来る。製品は木の質感や紙の柔軟性を生かした使い方が可能であり、特に艦船模型用の木製の甲板パーツは、塗装での再現の難しい木甲板をリアルに表現することが出来る。

### プラ板キット
プラスチック板に部品の展開図が印刷されており、ペーパークラフトのように切り出して組み立てるキット。一時期、主に戦車キットの改造用として販売されていたが、レジンキャストキットの普及とともに姿を消した。

### ペーパークラフト
紙に印刷された部品を切り抜いて組み立てるペーパークラフトは、日本でも古くからある独立したジャンルであり、ガレージキットとみなされることは少ないが、ガレージキットの黎明期にはゼネラルプロダクツのメーサー殺獣光線車のようにガレージキット色の強いものも作られていた。また近年は個人でもパソコンを用いて比較的容易にペーパークラフトを作れるようになったため、自作のペーパークラフトを模型イベントで販売したり、インターネット上で公開することも少なくない。

### マルチマテリアルキット
インジェクション、簡易インジェクション、レジンキャスト、メタルキャスト、バキュームフォーム、エッチング、NC加工などの複数の素材や製法で作られた部品を、その適性に応じて組み合わせたキット。複合素材キット、マルチメディアキットとも呼ばれる。

## ガレージキットの位置づけと流通
手作業の個人レベルで、原型を直接複製して生産されるため、モチーフに対する原型師の解釈や作家性が直接反映される点がガレージキットの魅力である。反面生産性が低く、マスプロ商品と比べると高価で販売数は少なく流通経路も限られている。
ある程度の数が生産・販売されるキットについては大型模型店などの流通ルートが徐々に整備されてきている。日本国外のメーカー製のレーシングカーやスーパーカーなど希少車のガレージキットが、日本国内でも比較的容易に入手できるようになってきた。
個人製作のキットについてはガレージキット展示即売会などで入手することができる。主な即売会としてはワンダーフェスティバル (主催: 海洋堂) ・キャラホビ C3×HOBBY・スワップミートなどがある。
近年ではインターネットを利用した通信販売で、ガレージキットメーカーが直接販売に乗り出しているところもある。また、ガレージキットメーカーが、特定の小売店などに販売委託をし、それらの店を軸として通信販売や小規模卸などが行われている場合もある。

## ガレージキットと版権
模型はもともと「何かを模したもの」であり、ガレージキットの原点は、商業上の理由で生産されないマイナーな作品の立体化や、あまりに似ていない玩具的な商品に対する不満などであった。そのため元イメージに近づけることは大前提であった。しかしガレージキットの出来が良ければ良いほど版権 (商品化の権利および販売専有の権利) 所有者の権利を脅かすことは明白で、ガレージキット黎明期からこの問題は付きまとった。1980年代のガンプラブーム以降、ガレージキットと版権 (著作権や著作隣接権) は、アニメーション作品や映画などに基づくキャラクターフィギュアのケースで顕著となった。
アニメのファンジンや同人誌では絵が似ていない、ストーリーが違っている、などを理由に版権元は同人活動を半ば黙認、半ば無視していた。しかし方法論として似せることが大前提であるガレージキットでは版権元の許諾なしに販売活動を行なうことは難しかった。そのためボークスや海洋堂など初期のガレージキットメーカーは版権の許諾されやすい特撮作品の立体化を行なっていた。東映や円谷プロは小規模な企業にも版権を許諾したため、仮面ライダーの怪人や円谷の怪獣などが許諾のもとで販売されていた。
しかし元々個人の趣味の範囲からスタートしたため、黎明期には既存のキャラクターをキット化したものであっても、版権元 (著作権、商品化権等の所有者) の許諾を得ないで流通しているキットもあった。1985年から始まったワンダーフェスティバルでは、そうした無版権のガレージキットときちんと契約をして販売されているガレージキットとの差異がますます浮き彫りとなった。
そういった状況の中、ワンダーフェスティバル を主催するゼネラルプロダクツは、「当日版権制度」というシステムを導入した。これはイベント主催者が個々の版権元と事前に交渉することで、そのイベント当日にイベント会場内だけに限定してキットの展示・販売に関する許諾を取りつけるというものであり、危ういバランスを保ちながらも多くの版権元からある種の一定の理解を得て継続されている。
1990年代以降、ワンダーフェスティバルを中心としたガレージキット展示即売会の規模は拡大の一途をたどっていった。また造形素材の進歩、パソコン通信の発達といったガレージキットをめぐる環境の変化から、版権元も版権ビジネスを意識し始めるようになる。1997年頃から始まった塗装済みフィギュアのブームと生産拠点の国外移転によるガレージキットの低価格化もあり、版権の許諾はアマチュアに厳しくなりつつある。また、急速なインターネットの普及にともなってネットオークションで販売される会場限定キットや日本国外で複製され販売される無版権ガレージキットの増加により無版権 (海賊版) キットに対する風当たりは強くなり、版権意識の向上を促すキャンペーンが模型誌上で展開されるようになった。供給側であるディーラーだけではなく、消費側であるユーザーにも海賊版は買わないように呼びかけられている。
なお、建築物・自動車・船舶・鉄道車両・航空機などについては、「玩具としての意匠権」などの登録がない限り、模型化は原則として自由である。

## 主要なガレージキットメーカーとブランド
主なメーカーとブランドを五十音順で記す。
青島文化教材社
日本国外の映画であるターミネーターやロボコップ、日本のアニメであるスーパージェッターやキャッツ・アイ、東宝特撮映画の怪獣等をレジンキャスト製フルキットの製造・販売を行っている。
安芸製作所
1/72スケールの航空機や戦車、1/700スケールの艦船などの極めて高品質なレジンキャスト製フルキットの製造・販売を行っている。
アトリエ彩
BJPM (ブロックジョイントプラスチックモデル) やデュエルメイドシリーズなどを販売している。ゲームの開発やCG 製作も行う。八王子に直営店を擁していたが2008年11月に閉店した。他の業務は引き続き継続する。
WAVE
レジン製組み立てキットの製造・販売を行う。
エアロベース
エッチング製組み立てキットの製造・販売を行う。
MYK DESIGN
ミニスケール用のニス部分の剥がせるデカール、「アシタのデカール」を販売している。本業は紙媒体広告やPC 向けコンテンツの製作であって、デカール製造はシルクスクリーン印刷の設備を有しているから進出したとしている。
海洋堂
ガレージキット黎明期から活動している老舗。1/35 スケールのレッド・ミラージュや1m 高のゴジラなどの大型商品を発売したり、ソフトビニール製パトレイバーシリーズで『ガレージキット ＝ 高価格』という常識を覆す廉価設定の商品展開を行っていた。近年はチョコエッグに代表される食玩やリボルテックシリーズといったアクションフィギュアなどのマスプロ指向の製品が多い。ゼネラルプロダクツからワンダーフェスティバルの主催を引き継いでいる。
KitcheN
真鍮エッチングによるNゲージ鉄道模型の車両キットを、少量多品種にて生産している。鋳造・射出成型製品も扱う。
コトブキヤ (壽屋)
元々は個人経営の模型店であったが、日本におけるガレージキット創成期から各種のガレージキットを手がける。各種美少女キャラのフィギュアとゲームやアニメのロボットのフルキットを発売していた。現在はスーパーロボット大戦シリーズやアーマード・コアシリーズ、ゾイドシリーズなどのロボット／SF 兵器のインジェクションキットや、完成品の美少女フィギュアが商品の中心である。
StudioRECKLESS
プロモデラーである小松原博之率いるガレージキットディーラーで、イベントでの販売がメインである。小松原を始めとした造形チームの緻密かつ精度の高い造形で人気が高い。自社での販売はキャラホビなどでの当日版権物がメインではあるが、下記のB-CLUBからも販売されている。
ゼネラルプロダクツ
DAICON3のガレージキットの販売の成功で、日本発のSF専門店を開店させた会社。1992年2月に活動停止。
ダイナベクター
世界最高レベルのバキュームフォーム製航空機キットの製造・販売を行う。当初はイギリスで活動していたが、後に拠点を日本に移した。
ツクダホビー
株式会社ツクダの関連会社で、ゲームやプラモデルの販売を行っていたが、1980年代半ばにジャンボフィギュアと称するPVC製の組み立てキットを数十点発売した。その後もソフトビニールやメタルキャスト製のフィギュアや怪獣、メカなどのキットを出していたが、次第に完成品のフィギュアやドールが主力となり、2000年代初めに活動を停止した。
ディーステージ
通信販売と秋葉原で店舗を運営している、いわゆる同人ショップ。近年、東方Project関連のフィギュアやガレージキットの販売を行っている。
D-tech
大阪のガレージキットディーラー。ゴジラなどの怪獣キットを主力とし、映画に忠実な精密造形から愛嬌たっぷりのデフォルメモデルまで、創作範囲は広い。個人やメーカー各社のキット複製なども手がけ、ガレージキットの一般普及について一翼を担う。
B-CLUB
バンダイのガレージキットブランドで、ガンダム関連のレジン製キットと、バリエーション展開を目的とした改造パーツ、美少女キャラクターのフィギュアがメイン商品である。唯一ガンダム関連の商品を販売している (C3での当日版権商品を除く) 。かつてはバンダイ出版課のブランドであったが、後にバンダイホビー事業部の一部となり、同事業部のプラモデルと連携した商品開発が行われている。
ビリケン商会
玩具に多用されていたソフトビニールを、ガレージキットの材質として初めて採用したメーカー。ハマハヤオの原型による怪獣や、日本国外のモンスターなどのキットを多数発売している。
ファインモールド
自社もしくは他社が発売するスケールモデルに対応したエッチングパーツや金属製ピトー管やアンテナなどを製造・販売している。また同社が開発するインジェクションキットは旧日本軍の航空機や戦車などのスケールモデルから、紅の豚やスター・ウォーズ・シリーズ、スカイ・クロラに登場する架空の航空機まで多岐に渡る。
PLATZ
無発泡ウレタン樹脂製Nゲージ鉄道模型用アクセサリ類及び旅客機と航空自衛隊が保有する軍用機のエッチングパーツ (一部は他の企業からのOEM ) とデカールを販売。
ボークス
海洋堂と並びガレージキット黎明期からメーカーとして活動を続ける老舗の一つ。モーターヘッドなどのロボットのフルキットや、各種美少女フィギュアを展開している。スーパードルフィーなどのドールにも注力しており、そちらでも有力ブランドになっている。同社製品の原型製作を担当する「造形村」という専属の原型師集団を擁している。
マックスファクトリー
プロモデラーのMAX渡辺率いるメーカー。初期はメカ物や『強殖装甲ガイバー』関連商品が中心だったが、現在は美少女キャラの塗装済み完成品フィギュアのトップメーカーとして活動している。
モデルカステン
大日本絵画が発行する月刊模型誌モデルグラフィックスのガレージキットブランド。プラスチック製連結式可動キャタピラなどの1/35 AFV 用のディテールアップパーツやMa.K の関連商品を扱う。
AIRES (アイリス)
チェコのメーカーで、軍用機とAFV 関連のレジンキャストとエッチング製ディテールアップパーツを扱う。企業名を冠したレギュラーブランドと、梱包の簡素化や商品内容を見直した低価格ブランドのquickboost の二系統が有る。
CMK
チェコの模型メーカーMPM の子会社で、軍用車両の1/35 スケールレジン製キットと、軍用機とAFV 関連のレジン製ディテールアップパーツ全般を扱う。
Comet Miniatures
イギリスのガレージキットメーカー。ドクター・フーシリーズや、ジェリー＆シルヴィア・アンダーソン夫妻の作品を中心としたSF作品に登場するメカを、メタルキャスト、 レジンキャスト、バキュームフォームなどでモデル化している。
エデュアルド (Eduard)
チェコの模型メーカー。第一次、第二次両大戦期の航空機の射出成型キットを開発する一方で、他社のスケールモデルに対応するディテールアップパーツ全般を発売している。独自の商品としては、塗装済みエッチングパーツや必要とされる形状にカット済みのマスキングシートが存在する。軍用機のエッチングパーツやマスキングシートは、他の企業にOEM 供給されているアイテムも存在する。
Horizen
アメリカのガレージキットメーカー。ビリケン商会や海洋堂の製品に似た、モンスターやフィギュア、恐竜などのソフトビニール製キットを販売 していた。
バーリンデンプロダクツ (Verlinden Productions)
ベルギーのミリタリーモデラー、フランソワ＝バーリンデンの立ち上げたミリタリーモデル専門ブランド。ミリタリーモデルのディテールアップパーツ全般と軍事物やヒストリカル (歴史物) フィギュアを開発、販売する老舗である。
上述のメーカーの他、フィギュア#メーカー・レーベルの項目に掲載されているメーカーの中にも、ガレージキットを取り扱っているものは多い。また、フィギュアと同様に、アマチュアメーカーや個人事業主のブランド、過去のものまで含めると、非常に数多く存在する。

### ガレージキット関連の催事
- ワンダーフェスティバル - ガレージキットの展示即売会[1]。
- トレジャーフェスタ - ガレージキット、フィギュア、ドール、中古玩具の即売、コスプレの複合イベント[2]。